# Amor de nadie
Amor de nadie (lit. Amor de ninguém) é uma telenovela mexicana produzida por Carla Estrada para a Televisa e exibida entre 10 de setembro de 1990 e 14 de junho de 1991, substituindo Yo compro esa mujer e sendo substituída por Al filo de la muerte.
Foi protagonizada por Lucía Méndez e Saúl Lisazo e antagonizada por Alejandra Maldonado, Raquel Morell, Mónica Miguel, Germán Robles e Joaquín Cordero.

## Enredo
Sofia nasceu em uma cidade mineira e pacata onde vive sob o abuso de sua mãe, porém sonha com o dia em que possa ir além de si mesmo e fora do lugar onde vive. Ela está ciente que só pode viver bem com trabalho, estudo e dedicação. É apaixonada por Luis, um homem bom e honesto, que também a ama, mas desaparece em um acidente de carro. Para piorar a situação, ela vê seus sonhos interrompidos quando seu irmão Paulo está mutilado por uma mina de máquinas, agora busca desesperadamente dinheiro para o tratamento; Velarmino, o homem mais rico da cidade a oferece para pagar as despesas médicas enquanto Sophie o segue e torna-se sua amante e ela apenas aceita o dinheiro para salvar seu irmão.

## Elenco
- Lucía Méndez - Sofía Hernández
- Saúl Lisazo - Luis
- Joaquín Cordero - Raúl Santiesteban
- Alejandra Maldonado - Vera
- Susana Alexander - Julieta de Santiesteban
- Fernando Sáenz - Edmundo
- Bertín Osborne - Óscar Navarro
- Fernando Allende - Guillermo Santiesteban
- Lupita Lara - Amelia
- Irma Lozano - Betty
- Germán Robles - Velarmino
- Raquel Morell - Gilda Sand
- Margarita Sanz - Margarita "Maggie" Santiesteban
- Anna Silvetti - Nancy
- Elizabeth Katz - Ivette
- Mónica Miguel - Socorro Hernández
- José Elías Moreno - Jorge
- Patricia Pereyra - Sabrina
- Rosario Zúñiga - Marcelina
- Arsenio Campos - Jesús
- Bárbara Córcega - Emma
- Magda Karina - Elisa Hernández
- Javier Ruán - Renato Molinari
- Olivia Bucio - Lena
- Gerardo Murguía - Jaime
- Miguel Pizarro - Pablo Hernández
- Aurora Alonso - Terencia
- Rosenda Bernal - Evangelina
- José María Torre - Ricardo "Richie" Santiesteban
- Mimí - Perla
- Yolanda Ventura - Astrid
- Gloria Morell - Julita
- Alicia Montoya - Anna
- Patricia Martínez - Zenaida
- César Balcazar - Federico
- Roberto Blandón - Carlos
- Ada Carrasco - Cony
- Aurora Clavel - Bertha
- Lucha Moreno - Almendra
- Angelina Peláez - Chana
- Luis Couturier - Gustavo
- Alberto Casanova - Alberto
- Mario García González - Ramírez
- Nadia Haro Oliva - Marie
- Lily Inclán - Adriana
- José Juan - El Coronel
- Rodolfo Landa - Sergio
- Sergio Basañez - Mario
- Arturo Lorca - Pepe
- Isabel Martínez "La Tarabilla" - Laureana
- Bertha Moss - Victoria
- Adalberto Parra - Baltazar
- Ana María Aguirre - Lila
- Mónica Prado - Cynthia
- Teo Tapia - Ramiro
- Blanca Torres - Santa
- Luis Arcaraz Jr. - Félix
- Roberto Bonet - Rodolfo
- Raúl Izaguirre - Eduardo
- Marina Marín - Ofelia
- Ismael Larumbe - Román Hernández
- Rodolfo de Alejandre] - Casimiro
- Ángeles Bravo - Pilar
- Kokin Li - Cristóbal
- Jaime Jiménez Pons - Roberto
- Karla Talavera - Sofía
- Jesús Israel - Edmundo
- Héctor Pons - Pablo
- Fernando Leal - Román
- Flor Mariana - Emma / Lily
- Luis Alfredo Rodríguez - Richie (jovem)

## Prêmios e indicações

### Prêmios TVyNovelas 1992
| Categoria                 | Indicado(a)         | Resultado |
| ------------------------- | ------------------- | --------- |
| Melhor atriz protagonista | Lucía Méndez        | Indicado  |
| Melhor ator protagonista  | Fernando Allende    | Indicado  |
| Melhor atriz antagonista  | Alejandra Maldonado | Indicado  |
| Melhor direção de câmeras | Alejandro Frutos    | Indicado  |